# 馬里蘭羅耀拉大學

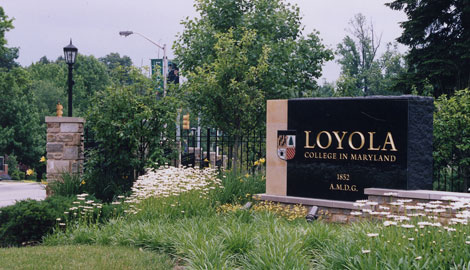
“Fitness and Aquatics Center”入口

馬里蘭洛約拉大學（Loyola University Maryland）或者譯為馬里蘭羅耀拉大學，是位於美國馬里蘭州巴爾的摩的一所私立天主教大學，由約翰·厄里（John Early）和其他八位耶穌會會眾成立於1852年，當時為馬里蘭洛約拉學院（Loyola College in Maryland），2009年改現名。它是美國第九古老的耶穌會學院，也是美國第一所以洛約拉命名的學院。2015年《美國新聞與世界報道》在“北部地區大學”排名中將其列在第3位。

## 外部連結
- 官方網站 （页面存档备份，存于）
- 官方體育網站